# Songbird
Songbird este un player software pentru fișiere audio și un broswer web, dezvolat de către Pioneers of the Inevitable.

## Caracteristici
- Compatibilitate extinsă. Songbird rulează pe Windows XP, Vista, Mac OS X v10.5 (x86, x86-64) și Linux (x86, x86-64).
- Abilitatea de a naviga pe internet prin intermediul unui browser web integrat, bazat pe Mozilla Firefox
- Abilitatea de a reda multiple formate audio, ca MP3, AAC, Ogg Vorbis, FLAC, Apple Lossless și WMA
- Abilitatea de a reda fișiere audio Windows Media DRM pe platfora Windows
- O interfață personalizabilă, prin intermediul skin-urilor (denumite Feathers în Songbird)
- Filele media din browser sunt detectate automat și afișate ca file ce pot fi redate in Songbird
- Abilitatea de a descărca muzică in format MP3
- Abilitatea de a subscrie la bloguri MP3 ca și playlist-uri
- Abilitatea de a scana computerul pentru fișiere audio și de a le adăuga la libraria muzicală locală
- O interfață customizabilă, similară cu iTunes
- Suport pentru shortcut-uri și tastele media ale tastaturii
- Abilitatea de a face update în mod automat
- Integrare Last.fm prin intermediul unei extensii, completă cu butoane love/hate
- Integrare Insound.com și HypeMachine
- Suport pentru playere muzicale compatibile Microsoft
- Abilitatea de a edita și salva etichetele filelor audio (metadata)
- Abilitatea de a adauga automat noi fișiere în librăria muzicală, în cazul în care pe hard disk sunt detectate noi fișiere audio
- Import /Export fișiere din și spre iTunes
- Organizare automată a fișierelor audio
- Radio Last.fm

## Istoric al lansarilor oficiale
Istoric al lansarilor oficiale
| Culoare  | Semnificație        |
| -------- | ------------------- |
| Roșu     | Versiune anterioară |
| Verde    | Versiune curentă    |
| Albastru | Versiune viitoare   |

| Version | Release date       | Codename |
| ------- | ------------------ | -------- |
| 0.1     | Februarie 8, 2006  | Hilda    |
| 0.2     | Octombrie 17, 2006 |          |
| 0.2.5   | Februarie 28, 2007 |          |
| 0.3     | 30 octombrie 2007  | Bowie    |
| 0.4     | Decembrie 27, 2007 | Cher     |
| 0.5     | Martie 26, 2008    | Dokken   |
| 0.6     | Iunie 13, 2008     | Eno      |
| 0.7     | 20 august 2008     | Fugazi   |
| 1.0     | Decembrie 2, 2008  | Genesis  |
| 1.1.1   | Martie 10, 2009    | Hendrix  |
| 1.1.2   | Aprilie 9, 2009    | Hootie   |
| 1.2     | Iunie 18, 2009     | Isan     |
| 1.4.3   | Decembrie, 2009    | KoЯn     |
| 1.6     | Ianuarie, 2010     | Madonna  |
| 1.10.2  | Ianuarie 25, 2012  |          |